# M&A Review
Die M&A REVIEW ist die erste deutschsprachige Fachzeitschrift auf dem M&A Sektor. Sie wurde 1990 von Günter Müller-Stewens von der Universität St. Gallen gegründet. Sie richtet sich an im Bereich M&A Tätige im deutschsprachigen Raum. Sie ist seit 2015 das offizielle Publikationsorgan des Bundesverbandes Mergers & Acquisitions e.V. (bm-a.de). Herausgeber sind seit 2016 Christoph Schalast (Frankfurt School of Finance and Management) und seit April 2020 Florian Bauer (Lancaster University). Seit Januar 2020 wird die M&A REVIEW von Stefan Schneider, der bereits seit 2017 für die Zeitschrift tätig ist, und der M&A Media Services GmbH verlegt.

## Zielgruppe
Neben Vorständen, Geschäftsführern, Aufsichtsräten und Beiräten zählen Führungskräfte in Strategie- und M&A-Abteilungen von Unternehmen zum Leserkreis. Darüber hinaus werden Partner, Mitarbeiter und Vertreter von Unternehmensberatungen, Investmentbanken, M&A-Boutiquen, Wirtschaftsprüfungs-, Steuerberatungs- und Rechtsanwaltssozietäten, die im Bereich M&A tätig sind, angesprochen.

## Inhaltliches Spektrum
Das inhaltliche Spektrum der M&A REVIEW umfasst praxisrelevante juristische und betriebswirtschaftliche Fragestellungen entlang des M&A-Prozesses. Zusätzlich werden zukunftsrelevante Themen wie die Digitalisierung des M&A-Prozesses, aber auch wie die Digitalisierung M&A verändert, behandelt.

## Leitprinzipien
Mit dem 1. April 2020 hat Florian Bauer, der zu den Themen Strategie und M&A an der Lancaster University (UK) forscht und lehrt, gemeinsam mit Christoph Schalast, der an der Frankfurt School of Finance and Management Professor für Mergers & Acquisitions, Wirtschaftsrecht und Europarecht ist, die Herausgeberschaft der M&A REVIEW übernommen. Florian Bauer nimmt sich schwerpunktmäßig ökonomischer Themen an, während Christoph Schalast sich auf die juristisch verwandten Themen fokussiert. Ein gemeinsames Anliegen ist dabei nach eigenen Angaben auch die Begleitung der Digitalisierung des M&A-Prozesses sowie die Förderung neuer Themen, wie Blockchain oder Künstliche Intelligenz (KI). Neben der inhaltlichen Ausrichtung sollen auch neue Online-Formate gefördert werden.

## Verfügbare Plattformen
Neben dem Fachmagazin M&A REVIEW als Print-Version gibt es die Inhalte auf der Website (ma-review.de) in deutscher und englischer Sprache.